# Kabinet-Schuman I
Frankrijk heeft in de periode van 1947 tot 1948 twee kabinetten-Schuman gekend.

## Kabinet-Schuman I (24 november1947-26 juli1948)
- Robert Schuman (MRP) - Président du Conseil (premier)
- Georges Bidault (MRP) - Minister van Buitenlandse Zaken
- Pierre-Henri Teitgen (MRP) - Minister van Defensie
- Jules Moch (SFIO) - Minister van Binnenlandse Zaken
- René Mayer (PRS) - Minister van Financiën en Economische Zaken
- Robert Lacoste (SFIO) - Minister van Handel en Industrie
- Daniel Mayer (SFIO) - Minister van Arbeid en Sociale Zekerheid
- André Marie (PRS) - Minister van Justitie en Grootzegelbewaarder
- Marcel Edmond Naegelen (SFIO) - Minister van Onderwijs
- François Mitterrand (UDSR) - Minister van Veteranen en Oorlogsslachtoffers
- Pierre Pflimlin (MRP) - Minister van Landbouw
- Paul Coste-Floret (MRP) - Minister van Franse Overzeese Gebiedsdelen
- Christian Pineau (SFIO) - Minister van Openbare Werken en Transport
- Germaine Poinso-Chapuis (MRP) - Minister van Volksgezondheid en Bevolking
- René Coty (RI) - Minister van Wederopbouw en Stedenplanning

Wijzigingen
- 12 februari 1948 - Édouard Depreux (SFIO) volgt Naegelen (SFIO) op als minister van Onderwijs.